# ユーゴスラビア人民解放戦争
ユーゴスラビア人民解放戦争（セルビア・クロアチア語:Narodnooslobodilački rat / Народноослободилачки рат、マケドニア語:Народноослободителна борба / Narodnoosloboditelna borba、スロベニア語:Narodnoosvobodilna borba）、あるいはユーゴスラビア戦線（セルビア・クロアチア語:Jugoslovenski front / Југослoвенски фронт、マケドニア語:Југословенски фронт / Jugoslovenski front、スロベニア語:Jugoslovanska fronta）は、第二次世界大戦（1941年 - 1945年）中に枢軸勢力支配下のユーゴスラビアで発生した戦争である。

## 概要
1941年にユーゴスラビア王国が枢軸勢力による侵攻を受け、ドイツ、イタリア、ハンガリー、ブルガリアおよびこれらの傀儡国家によって分割されたことに対して、人民解放戦争が始められた。この戦争は主にゲリラ戦術を取り、枢軸国およびその傀儡国家であるクロアチア独立国やセルビア救国政府などに対する解放戦争として進められたものである。また同時に、共産主義を標榜するパルティザンと、反共主義のチェトニクやスロベニア郷土防衛隊（ドモブランツィ）などの軍事組織との内戦でもある。こうした反共主義の軍事組織と枢軸勢力との協力関係の度合いは様々であった。
戦争初期には、ユーゴスラビア・パルティザンとチェトニクは共に占領に対して武力で抵抗を図った。しかし1941年にチェトニクは「協力政策」を採択し、イタリアが降伏するまでイタリアの占領軍と協力関係をとり、その後はドイツ国防軍やウスタシャと協力関係に入った。
枢軸軍は7次におよぶ反パルティザン攻勢によってパルティザンの壊滅を試み、1943年のネレトヴァの戦いやスティエスカの戦いでは壊滅寸前にまで追いやった。しかしパルティザンは撤退はしたもののその後も十分な戦力を保持し続け、テヘラン会談において西側連合諸国による支援が決まり、またユーゴスラビア人民解放反ファシスト会議を興して終戦後のユーゴスラビアの統治体制の枠組みまで決定した。その後は西側諸国からの補給、装備、訓練、航空支援を受け、またベオグラード攻勢ではソビエト赤軍の支援も受けて、パルティザンはユーゴスラビア全域での統制を獲得、イタリアのトリエステ（トルスト）、オーストリアのケルンテン州（コロシュカ）にまで迫った。
戦争による人的被害は膨大であった。戦争の正確な被害者数はいまだに異論があるものの、一般的には少なくとも1百万人以上と見積もられている。非戦闘員の被害者には、域内に住むユダヤ人などがあり、その多くがヤセノヴァツ強制収容所やバニツァ強制収容所などの絶滅収容所・強制収容所に送られ、死亡した。また、ウスタシャ体制のクロアチア独立国では、セルビア人やロマに対するジェノサイドを政策として実行し、チェトニクはムスリム人、クロアチア人に対する民族浄化を、イタリアの占領当局はスロベニア人に対する民族浄化を行った。ドイツの占領軍は抵抗運動への報復として多くの一般市民に対する無差別処刑（クラグイェヴァツの虐殺など）を行った。そして、戦中および戦後には、パルティザンによる報復が行われ、ドナウ・シュヴァーベン人の強制追放や、退却を試みる枢軸軍およびその協力者とみられた市民に対する死の行進の強制と処刑（ブライブルクの虐殺）、イストラ半島におけるイタリア人市民の殺害（フォイベの虐殺）などが発生した。

## 背景
1941年4月6日、ユーゴスラビア王国は、ドイツやイタリア、ハンガリー、ブルガリアといった枢軸国により全方位から侵略された。この侵略ではベオグラード空爆などにより10日前後で終結し、ユーゴスラビア王国軍は無条件降伏に追いやられた。ユーゴスラビア王国軍はドイツ国防軍と比べて装備が貧弱であったことに加え、あらゆる方面からいっせいに侵入する枢軸勢力と戦うにはあまりに規模が小さすぎた。また、ユーゴスラビアの枠組みに反対する立場の住民は、ドイツを政府の抑圧からの解放者として歓迎した。こうした動きが南スラヴ人の統一国家であるユーゴスラビアという枠組みに対する立場の違いを表すのと同様に、占領軍に抵抗する者もまた立場の異なる2つの組織を発足させた。ひとつは王党派のチェトニクであり、もうひとつは共産主義者のパルティザンであった。
スロベニア人、クロアチア人はいずれも、セルビア人の王家であるカラジョルジェヴィチ家を頂くユーゴスラビア王国の存続のために戦おうとはしなかった。ユーゴスラビア王国のために戦う者はセルビア人のみであった。セルビア人の参謀たちはユーゴスラビアを「大セルビア」とみなしており、侵略の前夜に165人いたユーゴスラビア王国軍の将官のうち4人を除いてはすべてセルビア人であった。
枢軸国によるユーゴスラビア支配は極めて過酷なものであり、ユーゴスラビアは領土をばらばらに解体された。ドイツはスロベニアの主要部を併合し、また傀儡政権として設立されたセルビア救国政府の領域を占領するとともに、クロアチア独立国などの傀儡国家に対しても影響力を及ぼした。クロアチア独立国はこんにちのクロアチアとボスニア・ヘルツェゴビナ、さらにセルビアのスレム地方を領土とした。ベニート・ムッソリーニ率いるイタリア王国はスロベニアの南部、コソボ、そしてダルマチアの沿岸部およびアドリア海の島々を手に入れた。またイタリアはモンテネグロを支配下に起き、クロアチア独立国の王位を手に入れた。ハンガリー王国はバラニャや、バチュカなどのヴォイヴォディナの一部、クロアチアのメジムリェ地方、スロベニアのプレクムリェ地方を併合した。ブルガリア王国は、今日のマケドニア共和国に相当する地域の大部分、およびセルビア東部とコソボの一部を併合した。ユーゴスラビア王国の解体とクロアチア独立国、セルビア救国政府といった傀儡政権の樹立、枢軸国による占領と併合は、当時の国際法にも反するものであった。
1943年のイタリアの降伏以降、イタリアの支配下にあった土地はナチス・ドイツあるいはウスタシャの支配下となった。コソボ、アルバニア、モンテネグロ、そしてイタリア領ダルマチアなどがこれに該当する。
開戦後のこの地域の地位は不明瞭な状態となった。連合国はユーゴスラビア王国の亡命政府を承認していたが、枢軸国は自分たちによる地域の分割と傀儡国家を承認していた。
1943年後期にパルチザンが戦中のユーゴスラビアの政府機関としてユーゴスラビア人民解放反ファシスト会議（AVNOJ）を設立した際、連合国はこれを承認し、その後パルティザン主体のユーゴスラビア民主連邦も承認された。1943年末のテヘラン会談では、パルチザンはユーゴスラビア人民解放軍として連合国からその地位が認められた。新しく認められたユーゴスラビア政府は、パルティザンのヨシップ・ブロズ・ティトーを首相とし、AVNOJのメンバーと、ロンドンにある王国の亡命政府のメンバーの双方から構成されていた。新しいユーゴスラビアが王国のままとなるか共和国となるのか、そして国王ペータル2世の地位をどうするのかといった根本的な課題は、終戦後へと先送りされた。

## ユーゴスラビアの抵抗運動

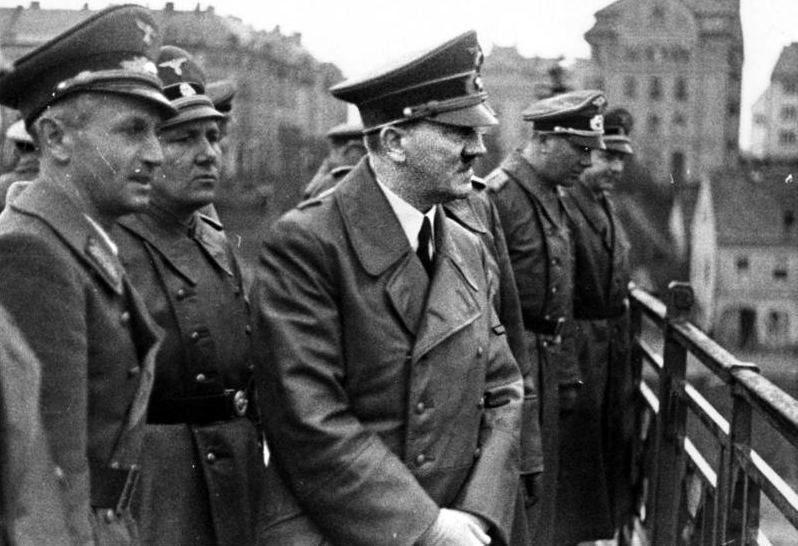
1941年にスロベニアのマリボルを訪れるアドルフ・ヒトラー。その後「この地を再びドイツ化せよ」と命じた

初期の頃より、枢軸国に対するユーゴスラビアの抵抗運動には2つの派閥があった。ひとつはパルティザンであり、これは共産主義者主導による民族を超えた全ユーゴスラビアの団結（兄弟愛と統一）を掲げ、共和制を志向する左翼集団であった。もうひとつはチェトニクであり、これは保守派・王党派による民族主義者の集団で、ほぼセルビア人のみを支持母体とした。当初はチェトニクが西側連合国から承認され、パルティザンはソビエト連邦の支持を受けた。パルティザンが連合国全体から承認され支援を受けるようになったのは、チェトニクが枢軸国と協力関係にあることが広く知られるようになった1943年以降のことであった。
パルティザン（正式名称はユーゴスラビア人民解放軍およびパルチザン部隊、NOV i POJ）はヨシップ・ブロズ・ティトーを指導者とし、ドイツ、イタリア、ハンガリー、ブルガリアおよび傀儡政権に対する闘争の中心的役割を果たした。スペイン内戦の経験のある元義勇兵を引き入れ、またスロベニアではTIGRのメンバーを引き入れて兵員の訓練に充てた。また社会主義思想は民族を超えた支持を集める役割を果たし、闘争を通じて支持を拡大し、連合国およびロンドンのユーゴスラビア王国亡命政府の承認を得るに至った。パルティザンはヨーロッパにおける第二次世界大戦で最大の抵抗運動へと成長し、80万人の兵員、4軍を擁するまでになった。パルティザンは国内外の全ての敵対勢力を排除し終戦後のユーゴスラビア民主連邦の正規軍となった。
マケドニアおよびスロベニアのパルティザンの活動はユーゴスラビア人民解放戦争の一部に含まれるものの、それぞれ地元の民族に根ざしており中央からの独立性が高く、マケドニア人民解放軍、スロベニア・パルティザン部隊として独自の組織を有した。1944年、マケドニアとセルビアのパルティザン司令官はセルビア南部で連絡を取り、マケドニアとセルビアの指揮系統を統一、これによってマケドニアのパルティザンはヨシップ・ブロズ・ティトーの指揮下に組み込まれる。スロベニアのパルティザンもまた、1944年にティトーの指揮下へと組み込まれた。マケドニア共産党の自治主義者らは、戦時中はマケドニア・パルティザンの中心的役割を担ったが、1945年の第2次マケドニア人民解放反ファシスト会議（ASNOM）において完全に排除された。
王党派のチェトニク（正式名称は父祖の地のユーゴスラビア軍、JVUO）は、ドラジャ・ミハイロヴィッチを指導者とし、枢軸国に敗れて散り散りになったユーゴスラビア王国軍の残党を中心に構成され、セルビア人の支持に全面的に依存する組織であった。枢軸国によるユーゴスラビア侵攻後、1941年4月17日にユーゴスラビア王国が降伏した直後に結成された。チェトニクは結成当初、ロンドンのユーゴスラビア王国亡命政府および連合国から、抵抗運動として唯一承認された勢力であった。パルティザンとチェトニクは初期には何度か協力を試みたものの、こうした試みはすぐに失敗に終わった。パルティザンとの交渉が決裂すると、ミハイロヴィッチはパルティザンへの敵対姿勢を明確にし、パルティザンを主敵とみなすようになった。ミハイロヴィッチによると、これは、ドイツ軍が報復としてセルビア人市民を無差別処刑するのを防ぐための措置であった。しかしその後もパルティザンは活動を止めることはなく、チェトニクは1941年11月にパルティザンを攻撃した。この頃からチェトニクはドイツやイタリアと協力し、補給を受けることが多くなった。ミハイロヴィッチのもとへ派遣されたイギリスの連絡員は、ウジツェ共和国の瓦解（第1次反パルチザン攻勢）の後、ロンドンに対して、ミハイロヴィッチへの物資支援を中止するよう求めたが、イギリスはその後もチェトニクへの支援を続けた。

## ゲリラと内戦

### 初期の抵抗運動
1931年から1939年までの間、ソビエト連邦はユーゴスラビアのパルティザン戦争の準備を進めていた。戦争前夜には、数多くの将来のユーゴスラビアの共産主義指導者たちがソビエト連邦の諜報機関によって、ソビエト国内およびスペインでパルティザンとしての軍事訓練を修了した。
1941年6月22日に始まったバルバロッサ作戦で、枢軸国はソビエト連邦との戦端を切った。同じ日に、ユーゴスラビア・パルティザンはシサク人民解放パルティザン部隊を発足させ、これがユーゴスラビア・パルティザンの初の軍事組織の誕生となった。この部隊はクロアチア・シサク近くのブレゾヴィツァ（Brezovica）の森で発足した。その後数週間の間に、ユーゴスラビア各地で枢軸支配からの解放を求める多数の軍事組織が活動を始めた。
ユーゴスラビア共産党は1941年7月4日に武力闘争の開始を決定し、この日付は後に「戦士の日」としてユーゴスラビア社会主義連邦共和国の祝日とされた。ジキツァ・ヨヴァノヴィッチ・シュパナツが最初の一発の銃弾を放って、武装抵抗は始まった。この日付は後のセルビア社会主義共和国における国民の祝日・「蜂起の日」となった。
8月10日、山中の村スタヌロヴィッチ（Stanulović）にて、パルティザン軍はコパオニク・パルティザン分隊総司令部を設置した。パルティザンによって解放された、スタヌロヴィッチと周辺の村々から成る領域は、「鉱夫共和国」と呼ばれ、42日間維持された。この地域の反乱軍は後にパルティザンの本隊に合流した。
1941年9月、パルティザンはザグレブ中央郵便局破壊工作を実行した。
1941年12月22日、ユーゴスラヴィア・パルティザンは第1プロレタリアート急襲旅団（1. Proleterska Udarna Brigada, 1st Proletarian Assault Brigade）を組織した。この旅団は、拠点となる地域を超えて活動する能力を持つ、パルティザン初の常設の軍事組織である。この日付は後に「ユーゴスラビア人民軍の日」となる。1942年、パルティザンの各組織は公式に、ユーゴスラビア人民解放軍およびパルチザン部隊（NOV i POJ）へと統合された。
チェトニクは降伏したユーゴスラビア王国軍の残党を中心として、ドラジャ・ミハイロヴィッチの指導のもとセルビア西部のラヴナ・ゴーラ山中で結成された。しかし、パルティザンとは異なり、ミハイロヴィッチの軍はほぼすべてがセルビア人で構成されていた。ミハイロヴィッチは部隊を武装させ、自らの命令を待つよう指示した。ミハイロヴィッチは戦略的重要性が低いとして枢軸軍への直接攻撃を避ける方針を採った。
チェトニクは初期のころから1943年のテヘラン会談までの間、西側連合国の支援を受けていた。1942年、雑誌・タイムはミハイロヴィッチ率いるチェトニクの「成功」を特集し、ナチス支配下のヨーロッパで自由のために戦う者として喧伝した。チェトニクは連合国から空輸にて銃器500丁の補給を受けた。しかし、実際にはより積極的に枢軸勢力と戦っていたのはティトーのパルティザンであった。ティトーおよびミハイロヴィッチはドイツから10万ライヒスマルクの懸賞金をかけられており、チェトニクが「公式には」ドイツやウスタシャの仇敵であった間、実際にはイタリアやその他の枢軸勢力と密通していた。

### 枢軸国の反応

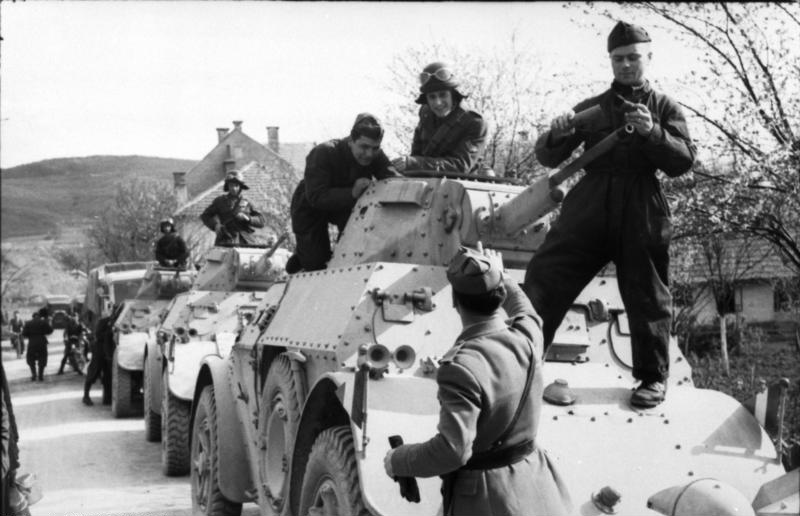
イタリア軍の装甲車

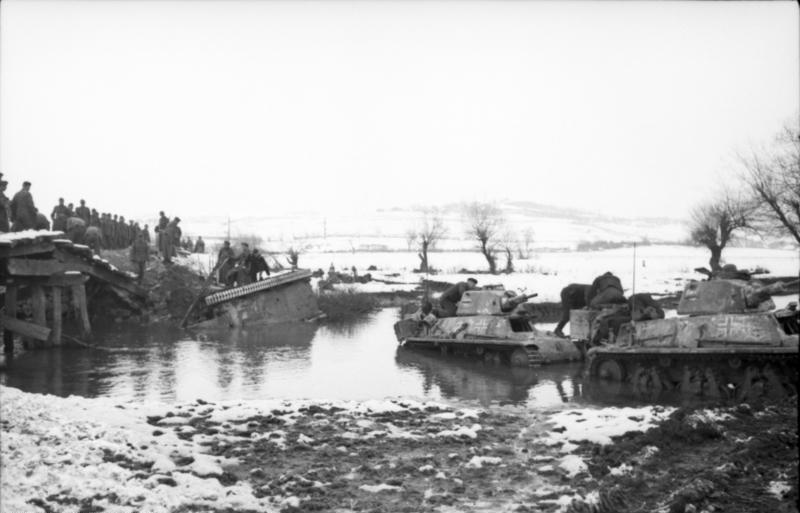
フランス製のH39戦車で川を渡るドイツ軍

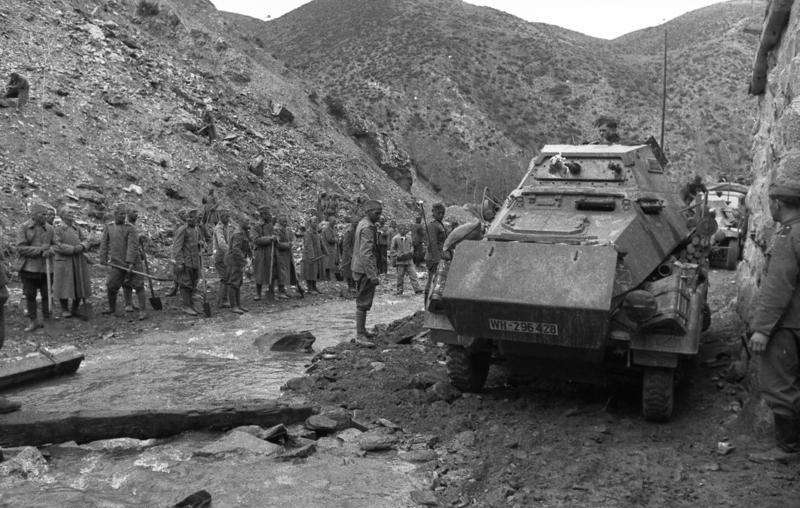
ドイツ軍の装甲車とブルガリア兵の監視を受けるユーゴスラビアの捕虜

パルティザンは枢軸国とその傀儡勢力（クロアチア独立国、セルビア救国政府、チェトニクなど）に対してゲリラ戦を展開し、戦果を収めてきた。パルティザンは次第に大きな戦果を上げるようになり、より多くの人々の支持を集め、ユーゴスラビアの広大な一角を実効支配するようになった。パルティザンにより解放された地域には人民委員会が設置され、地域の自治にあたった。一部の地域では独自の軍需産業が興された。
しかし極初期にはパルティザンは小さな組織であり、装備も貧弱で、いかなる設備も持ちあわせてはいなかった。しかし、ユーゴスラヴィア域内で活動する他の抵抗組織とくらべて、2つの点で優れていた。1つめに挙がるのは、パルティザンには少数ながらも無視できない数のスペイン内戦の経験者がおり、ユーゴスラヴィアの置かれている状況に似た環境での現代戦争の経験があったことである。2つめは、パルティザンは民族に基づかずイデオロギーに基づく集団であったため、多民族国家であるユーゴスラヴィアのすべての民族集団から一定数の支持を得ることができたという点である。これによってパルティザンはより多くの人々を対象に兵士を募集することができ、また域内での可動性を高めることができた。この利点は後になるにつれて大きくなっていった。
チェコ人やスロバキア人、トルコ人を除く多くの少数民族が占領軍に協力した。
枢軸国はパルティザンの脅威を明確に意識していた。ドイツ国防軍の4つの歩兵師団を除くと、この地域出身で占領任務にあたった最大の勢力は、クロアチア独立国建国直後の1941年4月に設立されたクロアチア郷土防衛隊であった。これはドイツの占領当局の認可の下で行われ、新設のクロアチア郷土防衛隊の任務はこの国家を内外の敵から守ることであった。クロアチア郷土防衛隊の規模は当初、16個の歩兵大隊と2個の騎兵戦隊に限定され、合計1万6千人程度であった。当初の16の大隊はその後1941年5月から6月にかけて、それぞれ2個の大隊からなる15個の歩兵連隊へと規模を拡大し、更に5個の師団へと編成され、兵員数は5万5千人にまで拡大した。
支援部隊には、イタリアから提供された35両の軽戦車、ユーゴスラビア王国軍から鹵獲したチェコ製の兵器を装備した10個の砲兵大隊、ザグレブに1個の騎兵連隊、サラエヴォに1個の騎兵大隊、そして2個の自動化歩兵大隊がそれぞれザグレブとサラエヴォにあった。また、複数のウスタシャ民兵連隊が組織され、クロアチア郷土防衛隊からは独立し、別個の命令系統で運用されたが、1944年11月にクロアチア独立国軍へと統合・再編成された。
1941年6月には、組織されたばかりのクロアチア郷土防衛隊は東部ヘルツェゴヴィナでセルビア人の蜂起に直面し、更に7月には東部ボスニア、西部ボスニアでも蜂起が発生した。クロアチア＝ダルマチアおよびスラヴォニアの大隊が兵力を補充した後、再び東部ヘルツェゴヴィナの戦闘に従事した。郷土防衛隊は1943年に最大規模に達し、兵員数は13万人に達した。
クロアチア郷土防衛隊には空軍もあり、クロアチア独立国空軍（Zrakoplovstvo Nezavisne Države Hrvatske, ZNDHの骨格を成すのはユーゴスラビア王国空軍出身の500人の士官と1600人の下士官、125機の航空機であった。1943年にはクロアチア独立国空軍は9,775人の兵員と295機の航空機を保有した。
占領に対する抵抗運動が強まるのに対し、枢軸国は幾多にも及ぶ反パルティザン作戦を展開した。中でも、ユーゴスラビア・パルティザン全体に壊滅的な被害を与えることを目的とした7次におよぶ大規模な反パルティザン攻勢が知られる。これらの大規模な反パルティザン攻勢にはドイツ国防軍、親衛隊（SS）、イタリア、チェトニク、クロアチア独立国、セルビア救国政府、ブルガリア、ハンガリーなどが関与した。1943年前半に行われた2回の大規模作戦では、パルティザンの壊滅まであとわずかにまで迫った。現場の川の名前をとってネレトヴァの戦い、スティエスカの戦いとして知られるこの2つの戦いは、ドイツ側ではそれぞれ「白作戦」、「黒作戦」と呼ばれ、または第4次および第5次反パルティザン攻勢とも呼ばれている
ユーゴスラビアの歴史学で7回の大規模な反パルティザン攻勢として取り上げられているのは以下の攻勢である:
- 第1次反パルチザン攻勢（First anti-Partisan Offensive）は、1941年秋に枢軸勢力によって行われた大規模攻勢であり、セルビア西部に成立したパルティザンによる解放区・ウジツェ共和国（Republic of Užice）に対して行われた[42]。1941年11月、ナチス・ドイツはこの領域を攻撃して再占領し、パルティザン兵士の多くはボスニア東部へと脱出した[43]。この戦闘のさなかにチェトニクとパルティザンによる脆弱な協力関係が崩壊し、それ以降は互いを公然と敵視するようになった[44]。

- 第2次反パルチザン攻勢（Second anti-Partisan Offensive）は、1942年1月に枢軸勢力によってボスニア東部のパルティザンに対して行われた[45]。パルティザンは包囲を破ってサラエヴォちかくのイグマン山へと退却した[46]。

- 第3次反パルチザン攻勢（Third anti-Partisan Offensive）は1942年の春に枢軸勢力によって、ボスニア東部からモンテネグロ、サンジャクおよびヘルツェゴヴィナにかけて行われた[47]。この攻勢はドイツ側では「トリオ作戦」と呼ばれたが、パルティザンは辛くも脱出に成功した[48]。

- 第4次反パルチザン攻勢は、ネレトヴァの戦い、あるいはドイツ側では「白作戦」（Fall Weiß）と呼ばれ、1943年1月から3月にかけてボスニア西部からヘルツェゴヴィナ北部にかけて行われた。枢軸勢力は解放区・ビハチ共和国（Republic of Bihać）の破壊を目的とし、パルティザンはネレトヴァ川を渡って南側へと脱出した[49]。

- 第5次反パルチザン攻勢（Fifth anti-Partisan Offensive）は、スティエスカの戦い、あるいはドイツ側では「黒作戦」（Fall Schwarz）と呼ばれる[50]。ボスニア南東部からモンテネグロ北部にかけて、第4時攻勢の直後から始まった。

- 第6次反パルチザン攻勢（Sixth anti-Partisan Offensive）は、イタリアが降伏に伴って撤退するアドリア海沿岸地域を引き続き確保するためにドイツ国防軍およびウスタシャによって1943年の秋から1944年初頭にかけて行われた[51]

- 第7次反パルチザン攻勢（Seventh anti-Partisan Offensive）は、1944年春にボスニア西部で行われた枢軸勢力による最後の対パルティザン大攻勢であり、レッセルシュプルング作戦（Operation Rösselsprung）と呼ばれる軍事作戦や、ティトーの殺害などによるパルティザン指導者の無力化を目的としていた[52]。

### 連合国の支援対象の変移
連合国は当初、ドラジャ・ミハイロヴィッチのチェトニクを支援していたが、後期にはパルティザンが形式的な支持や、一部の物資支援を受けるようになった。1942年には物資支援は限定的ではあったものの、チェトニクと並んでパルティザンは連合国の支援対象となった。
西側連合諸国の情報機関は、パルティザンとチェトニクの双方に接触を図っており、連絡員たちによってこれらの抵抗組織から集められる情報は組織への補給において極めて重要であり、また連合国のユーゴスラビア戦略を決定づける要因であった。情報機関の活動は最終的に、チェトニクへの支援停止とティトーのパルティザンへの支援へと結びついた。1942年の時点では補給支援はわずかであり、チェトニクとパルティザンの双方に等しく与えられていた。これが1943年になると状況は一変する。ドイツは黒作戦（スティエスカの戦い、第5次反パルティザン攻勢）を遂行していた時、イギリスはウィリアム・ディーキンを情報収集のためにパルティザンの元へ送り込んだ。
ディーキンの報告には2つの重要な観察結果が記されていた。1つめに、パルティザンはパルティザンがドイツ軍第1山岳師団および第104軽師団に対して勇敢によく戦っていること、多くの負傷者が出ていること、支援が必要であることが述べられている。そして2つめに、ドイツ軍第1山岳師団がチェトニク支配下の領域を通行してロシアから移動してきていることが述べられている。また、ドイツ軍の通信を傍受した結果から、チェトニクがドイツに攻撃できない臆病者であると確信したとしている。この報告は連合国によるユーゴスラビアの航空作戦を強化し、そして支援方針を転換させるものとなった。1943年9月、ウィンストン・チャーチルの指示により、パルティザンと接触を図るために、イギリスの准将サー・フィッツロイ・マクリーン（Sir Fitzroy MacLean）がドルヴァル川近くに司令部を構えるティトーの元にパラシュート降下した。この頃、チェトニクは依然、連合国の支援を受けていたが、これ以降パルティザンもまた連合国の支援を受けられるようになった。
テヘラン会談以降、パルティザンは公式にユーゴスラビアにおける解放軍として認められ、マクリーンの提案にもとづき、イギリス空軍はパルティザンへの物資支援および戦術的な航空支援を目的としてバルカン空挺部隊を設立した。
連合国の空軍は、1944年5月末の第7次反パルティザン攻勢（レッセルスプルング作戦）への対応として初めてクロアチア独立国空軍およびドイツ空軍の基地や航空機を対象として攻撃を実施した。それまでは、枢軸国の航空機は内陸部において低空を自由に飛行できる状態にあった。地上で戦うパルティザンは度々、枢軸の航空機が彼らを攻撃する間、多数の連合国の航空機がより高い高度に留まっていることを苦々しく思っていた。しかしこの時点を境に連合国は初めて、大規模に低空に降りてくるようになり、域内の航空優勢を確立した。これによって、クロアチア独立国空軍およびドイツ空軍は晴天下での作戦を早朝および夕刻に限定されることとなった。
1944年1月、ティトーのパルティザンはバニャ・ルカへの攻撃に失敗した。しかしこれによってティトーが撤退を余儀なくされた間、ミハイロヴィッチ率いるチェトニクが何も行動を取らなかったことが西側のメディアでも報じられた。1944年1月16日、アドリア海のヴィス島にて、ペータル2世を首班とするユーゴスラビア王国亡命政府とパルティザンとの間でティトー＝シュバシッチ合意が交わされた。合意では、王国の亡命政府とパルティザンの双方を含むユーゴスラビアの新政府の樹立が約束され、ユーゴスラビア人民解放反ファシスト会議（AVNOJ）と亡命政府の統合が定められた。ティトー＝シュバシッチ合意はまた、すべてのスロベニア人、クロアチア人およびセルビア人に対してパルティザンに加わるよう求めた。こうしてパルティザンはユーゴスラビア王国亡命政府より自国の国軍として認められた。ミハイロヴィッチらチェトニクはパルティザンへの参加要求を拒絶した。
1945年3月30日から4月8日にかけて、ミハイロヴィッチ率いるチェトニク一派は、自らがユーゴスラビアで枢軸と戦う信頼するに足る勢力であることを示すための最後の行動に打って出た。チェトニクの中佐・パヴレ・ジュリシッチは、ウスタシャおよびクロアチア独立国軍を相手にリイェヴチャ平原の戦いを敢行した。1945年3月末、クロアチア独立国軍の精鋭部隊がスレム戦線を離れ、クロアチア独立国北部で戦うジュリシッチらへの対応にあたった。両者はバニャ・ルカで衝突し、クロアチア独立国側が決定的勝利を収めた。

### マケドニア
1941年4月19日、ブルガリアはマケドニアの大部分とセルビア東部の一部地方を占領した。これらの土地はギリシャ領マケドニアおよび西部トラキアとともに5月14日にブルガリアの領土に編入された。
1942年1月15日、ブルガリアの3個歩兵師団がセルビア南東部に配置された。ブルガリア軍はニシュに司令部を置き、それまでこの地の占領にあたっていたドイツ軍と入れ替わり、ドイツ軍は対ソ戦やクロアチアへと移動した。1943年1月7日にはセルビア南西部も占領下に置く。ブルガリアは抵抗組織に対して強圧的に対応し、この地方におけるパルティザンの活動は目に見えて低下した。ブルガリアの歩兵師団は第5次反パルチザン攻勢において、モンテネグロからセルビアに至るパルティザンの退路を塞ぐ役割を担い、また東部ボスニアでの第6次反パルチザン攻勢にも参加した
1944年9月10日、ブルガリアは連合国に立場を変え、ドイツおよび枢軸国に宣戦布告した。ドイツ軍は速やかにブルガリア軍の5個師団から成る第1占領軍団と第5軍を武装解除した。第5軍は果敢に抵抗したもののわずかのうちに無力化された。逃げ延びた兵士はブルガリアへと退却し、45万人からなるブルガリア国軍に合流する。10月8日、ブルガリア第1軍および第4軍はパルティザンの同意を得てユーゴスラビア領マケドニアの占領にあたる。また、第2軍はセルビア南東部を占領した。その後第1軍はソビエトの第3ウクライナ戦線とともに北へ向かい、ユーゴスラビア東部およびハンガリー南西部を通過し、1945年5月にオーストリアにてイギリス第8軍と合流する。

### イタリアの降伏
イタリア軍最高司令部は、1941年に24個の師団と3個の沿岸旅団をユーゴスラビア占領に割り当てた。これらはスロベニアから中央クロアチア、ダルマチアを経てモンテネグロ、コソボへと至る領域に展開された。
1943年9月8日、イタリアは連合国との休戦に合意し、イタリア軍17個師団がユーゴスラビア域内に取り残された。これらの師団はいずれもドイツ軍への合流を拒絶した。2個師団がそのままモンテネグロのパルティザンに合流、1個師団がアルバニアのパルティザンへと合流、その他の多くはドイツに降伏し、捕虜となるか即決処刑された。また一部は武器、弾薬、装備を差し出してクロアチア独立国あるいはパルティザンに降伏するか、単に解散するか、あるいはトリエステを経由して徒歩で、あるいはアドリア海を経て海路でイタリアにたどり着いた。イタリア領ダルマチア州は解体され、イタリアの保有資産はドイツとクロアチアに分割された。イタリアが撤退した領域にドイツ軍は新たにアドリア海沿岸作戦区域を設置、クロアチア独立国はシドラガ＝ラヴニ・コタリ郡を置いた。

### 連合国のバルカン半島への攻勢

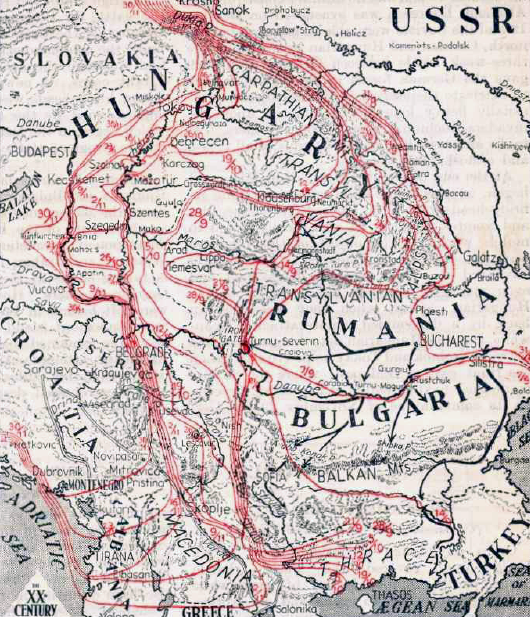
1944年秋のドイツ軍の前線の縮小（1週間ごと）

1944年8月、ルーマニアでミハイ1世のクーデターが成功し、ルーマニアは枢軸を離脱、ルーマニア国軍はソビエト赤軍の司令下に置かれた。ルーマニア軍はドイツ軍に対する戦いを開始、プラハの戦いに従事した。ブルガリアも9月10日に同様に枢軸を離脱、ドイツおよび残りの枢軸諸国への宣戦を布告した。枢軸国がブルガリアに差し向けた戦力はしかし不十分であり、すぐにブルガリアから追い返された。ユーゴスラビア領マケドニアに残されたブルガリア軍はドイツ軍に包囲され、また高位の指揮官の裏切りもあり、ブルガリア領への退路を開くための戦いを余儀なくされた。ブルガリアの3つの軍は45万5千人の兵力を擁し、1944年9月にティトー率いるパルティザンの同意を得て、ソフィアからユーゴスラビア領のニシュおよびスコピエに進駐、ギリシャから撤退するドイツ軍を阻止する戦略的役割を果たす。ユーゴスラビア領のセルビア西部、南西部およびマケドニアはその後2か月の間に13万人の兵力を擁するブルガリア第1軍によって解放され、その後ブルガリア軍はハンガリーへと北に攻勢を続けた。
連合国の航空支援とソビエト赤軍の協力を受け、パルティザンは枢軸国に支配され傀儡国家となっているセルビアへと向かう。セルビアでは1941年のウジツェ共和国の瓦解（第1次反パルチザン攻勢）以降、パルティザンの活動は小規模にとどまっていた。9月にはパルティザンは赤軍と協力してベオグラード攻勢を敢行、10月20日にベオグラードを解放した。この年の冬にはパルティザンはセルビアの半分、ユーゴスラビア領マケドニア、モンテネグロ、そしてダルマチア沿岸部の大半を統制下に置くようになる。ドイツ国防軍とウスタシャ支配のクロアチア独立国はスレム地方に戦線を張り、この冬の間これを維持し、ギリシャから撤退してくるドイツ軍を支援した。パルティザンの兵員確保のために、ティトーは1944年12月31日までにパルティザンに加わる全ての者への免責を宣言した。

### パルティザンの大攻勢
ドイツ軍は比較的順調に退却を続けた。バルカン半島から撤退するもっとも簡単なルートであるセルビアを通る経路が絶たれたため、より困難の大きいコソボ、サンジャク、ボスニアを通る経路を維持するために、その撤退先となるスレム地方に戦線を張り防戦にあたった。ドイツ軍はユーゴスラビア人民解放軍（パルティザン）に対して一時的には戦果をあげてこの地を守った。ヘルツェゴヴィナ地方のモスタルからは1945年2月22日に撤退した。サラエヴォには4月15日まで留まった。サラエヴォは、バルカン半島から撤退する経路の要となる場所にあり、その維持は戦略上、致命的に重要なことであった。3月初頭、ドイツ軍はボスニア南部の戦力を引き抜き、ハンガリーでの反攻に差し向けるがこの試みは失敗に終わり、更にユーゴスラビア人民解放軍はドイツ軍の弱った箇所を攻撃し戦果を上げることとなった。
ユーゴスラビア人民解放軍は連合国の支援強化を受け、また背後の安全は既に確保されていたものの、元がゲリラ戦術をとるパルティザンであった彼らには、特にベオグラードに広がるスレム地方の平地での通常戦闘には困難が伴った。十分な訓練も受けずに寄せ集められたパルティザン兵士であった彼らは、スレム戦線で苛烈な戦いに多くの犠牲を払ったが、ドイツ軍は4月中旬までこの地を維持した。
1945年3月20日、パルティザン（ユーゴスラビア人民解放軍）はモルタル-ヴィシェグラード-ドリナ川地域で大規模攻勢を実施した。ボスニア、クロアチアおよびスロベニアの山野部分の多くは既にパルティザンの統制下となっており、この大攻勢ではそれらの地域をつなぎ、主要都市や交通路を確保することが目的であった。大攻勢の前夜には、元帥ヨシップ・ブロズ・ティトーの元には総員80万人の兵力があり、4つの軍が組織されていた。第1軍はペコ・ダプチェヴィッチ、第2軍はコチャ・ポポヴィッチ、第3軍はコスタ・ナジ、第4軍はペタル・ドラプシンが司令官を務めた。加えて、人民解放軍は8個の独立軍団も備えていた。
パルティザンの大攻勢への対応にあたったのはドイツ国防軍・E軍集団のアレクサンダー・レーア将軍であった。この軍集団には7つの軍団が属し、17の師団に分かれていた。この7個の軍団の他に、アメリカおよびイギリスの海軍・空軍の攻撃に晒され続ける海軍および空軍も残されていた。
クロアチア独立国軍は1944年11月にウスタシャ民兵とクロアチア郷土防衛隊とを統合して再編され、13個の歩兵師団、2個山岳師団、2個急襲師団、1個予備師団の計18個師団が組成され、それぞれの師団には固有の砲兵部隊やその他の支援部隊が付属された。また、複数個の装甲部隊も存在した。1945年初頭より、クロアチアの師団は各地のドイツ軍と行動を共にし、1945年3月まで南部戦線を維持した。後方を維持するのは3万2千人前後から成るクロアチア憲兵隊（Hrvatsko Oruznistvo）であり、憲兵隊は迫撃砲などを備えた軽武装の5個の警察義勇連隊と15個の独立大隊から成る。
クロアチア独立国空軍（Zrakoplovstvo Nezavisne Države Hrvatske, ZNDH）、クロアチア空挺部隊は独ソ戦から戻され、1945年5月まで攻撃や戦闘、輸送といった航空支援を続け、イギリス空軍、アメリカ空軍、ソ連空軍などの連合国の空軍と戦った。1944年はクロアチア独立国軍にとって壊滅的な1年であり、234機の航空機を失っているが、1945年の年初の時点でなお196機の航空機を保有していた。ドイツからは1945年初頭まで新しい航空機が持ち込まれ、3月10日には23機のMesserschmitt Bf109 GおよびK、3機のMorane-Saulnier M.S.406、6機のFiat G.50、2機のMesserschmitt 110 G 戦闘機を保有していた。ドイツからは1945年3月までMesserschmitt 109 GおよびK 戦闘機がクロアチア独立国空軍に持ち込まれ、1945年4月の時点で176機の航空機を保有していた。
ドイツ支配のセルビアにはセルビア国土防衛隊およびセルビア義勇軍団の残余兵力が残っていた。また、スロベニア郷土防衛隊（ドモブランツィ、Slovensko domobranstvo）もまだスロベニアに兵力を残していた。
1945年3月の時点で、クロアチア軍はまだ前線を維持していたが、弾薬の欠乏により遠からず打ち負かされるのは明白となっていた。このため、イギリス軍がイタリアからオーストリアに攻め入っている中、イギリス軍への降伏のためにオーストリアに撤退することを決定した。ドイツ軍の兵站は破壊され、彼らもまた戦闘不能に陥りつつあった。
大規模攻勢が始まった当日にビハチはパルティザンによって解放された。ペタル・ドラプシン率いるユーゴスラビア人民解放軍第4軍は、ドイツの第15SSコサック騎兵軍団を打ち破った。4月20日までに、ドラプシンらはリカ、中央クロアチア沿岸部を解放し、ユーゴスラビア王国時代のイタリアとの国境にまで到達した。5月1日、戦前はイタリア領であったリエカやイストラ半島をドイツ第97軍団から奪い、ユーゴスラビア第4軍はトリエステ（トルスト）で西側連合国と合流した。
コチャ・ポポヴィッチ率いるユーゴスラビア第2軍は、4月5日にボスナ川までを制圧してドボイを占領、ウナ川にまで到達した。4月6日、第2軍団、第3軍団および第5軍団はドイツ第21軍団からサラエヴォを奪取する。
4月12日、コスタ・ナジ率いるユーゴスラビア第3軍はドラーヴァ川まで敵を追いやり、ポドラヴィナ地域を確保、ザグレブの北に到達し、トラボグラート地域で戦前のオーストリアとユーゴスラビアとの国境を超えた。ユーゴスラビア第3軍の自動化部隊は第4軍とともにケルンテン（コロシュカ）にて敵軍の包囲に成功する。
4月12日にはまた、ペコ・ダプチェヴィッチ率いるユーゴスラビア第1軍はスレム地方で前線を維持していたドイツ31軍を打破した。4月22日までにドイツ側の要塞を破壊し、その後ザグレブへと向かう。ユーゴスラビア西部を解放した大規模攻勢では、多くの犠牲を伴った。4月12日のスレム前線の突破は、ミロヴァン・ジラスによると、「我らの軍が経験した最大にしてもっとも血なまぐさい戦い」であり、ソビエトによる訓練や武器供与なしには成し得なかったことであった。ペコ・ダプチェヴィッチ率いる第1軍は1945年5月9日にザグレブに到達した。このときまでに第1軍では最大で死者3万6千人の損害であったと見られる。ザグレブでは40万人を超える避難民が発生した。第2軍とともにザグレブへの入城を果たした後は、両軍ともにスロベニアへと向かった。

### 最後の攻勢

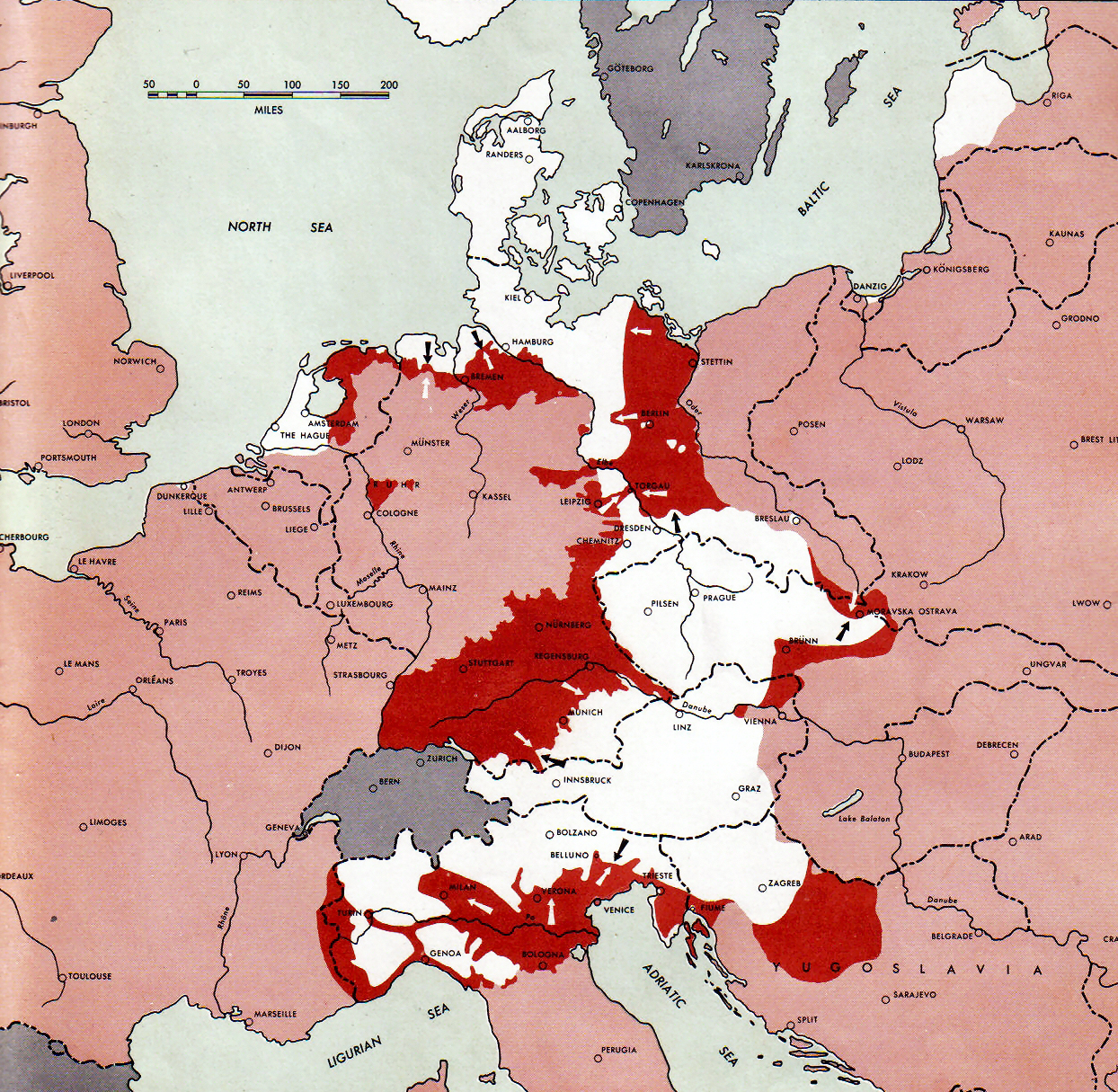
1945年5月1日のヨーロッパの前線

5月2日、ドイツの首都ベルリンが赤軍の手に落ちた。1945年5月8日、ドイツ軍は無条件降伏し、ヨーロッパでの戦争は公式には終結した。イタリアは1943年に、ブルガリアは1944年に、ハンガリーは1945年初頭に既に枢軸を離脱していた。しかしその後もユーゴスラビアでは散発的な戦闘が続いた。5月7日にパルティザンはザグレブに到達、5月9日にはマリボルとリュブリャナを確保し、ドイツ軍のE軍集団を率いるアレクサンダー・レーア将軍は1945年5月9日、スロベニア・ヴェレニエ近くのトポルシツァにて、指揮下のすべての戦力の降伏に調印した。その後にはクロアチア人やその他の反パルティザン勢力のみが残されていた。
5月10日から15日にかけて、ユーゴスラビア人民解放軍（パルティザン）はクロアチアやその他の反パルティザン勢力の抵抗に対応しなければならなかった。ポリャナの戦いはヨーロッパにおける第二次世界大戦で最後の戦闘であった。この戦いは1945年5月14日から15日にかけて、スロベニア・プレヴァリェ近くのポリャナにて発生した。パルティザンと対峙したのはドイツ陸軍、クロアチア独立国軍（ウスタシャ民兵およびクロアチア郷土防衛隊）、スロベニア郷土防衛隊（ドモブランツィ）やその他の反パルティザン勢力から成る混成の集団であり、オーストリアへの退却の途中であった。

### その後
1945年5月15日、クロアチア郷土防衛隊、ウスタシャ、第15SSコサック騎兵軍団、セルビア国土防衛隊、セルビア義勇軍団の残余兵力はイギリス軍に降伏した。クロアチア人はジュネーヴ条約にもとづいてイギリスに降伏することを求めて交渉にあたったが無視された。クロアチア独立国は1943年1月20日にジュネーヴ条約に批准し、交戦中の国家として承認されており、また承認についてはイギリスやアメリカ合衆国にも通知されていた。5月5日、トリエステ（トルスト）の北、約50キロメートルのところに位置するパルマノーヴァで、2千400人から2千800人程度のセルビア義勇軍団の兵士がイギリスに降伏した。5月12日、更に2千500人程度のセルビア義勇軍団の兵士がドラーヴァ川沿いのウンターベルゲンにてイギリス軍に降伏した。
5月11日から12日にかけて、オーストリアのクラーゲンフルトにて、イギリス軍はユーゴスラビア・パルティザンからの妨害を受ける。ベオグラードでは、ユーゴスラビア駐箚のイギリス大使がティトーに対して、オーストリアから引き上げるよう求める文書を渡した。5月15日、ティトーはオーストリア領内のパルティザン勢力を連合国の統制下におき、その後撤退に同意した。5月20日からオーストリア領内のユーゴスラビア軍は撤退を開始した。
イギリス軍に降伏したセルビア国土防衛隊、セルビア義勇軍団、クロアチア郷土防衛隊、ウスタシャ民兵、ドイツ軍第15SSコサック騎兵軍団の大部分は6月1日にユーゴスラビアに引き渡された。パルティザンはこれらの捕虜を迫害し、この事件はブライブルクの虐殺と呼ばれることになる。6月8日、イギリス、アメリカ合衆国およびユーゴスラビアは、トリエステ（トルスト）の統治について合意を交わした。
1945年3月8日ベオグラードにて、ティトーを首相、イヴァン・シュバシッチを外務大臣とする連立政権が成立した。イギリスに亡命中であったユーゴスラビア国王ペータル2世は、王政の存続に関する国民投票を待ってから帰国を決めることとした。11月29日、圧倒的な支持を得てペータル2世の廃位が決まり、同日にユーゴスラビア議会にて社会主義国としてユーゴスラビア連邦人民共和国が成立した。ティトーは新体制の首相に選出された。
1946年3月13日、ミハイロヴィッチはユーゴスラビア人民保安局（Odsjek Zaštite Naroda, OZNA）によって逮捕された。同年の6月10日から7月15日にかけてミハイロヴィッチは大逆罪および戦争犯罪の容疑で裁判にかけられ、7月15日に銃殺刑とする判決が下された。7月16日、温情を求める訴えはユーゴスラビア議会の行政委員会にて棄却され、ミハイロヴィッチは他のチェトニクの士官とともにリシチ・ポトクにて処刑された。この処刑によって、第二次世界大戦期のユーゴスラビアのチェトニクとパルティザンの内戦は完全に終結した。

## 死傷者
ユーゴスラビア政府は、戦争による死者数を1,704,000人と推計し、1946年に国際賠償委員会（International Reparations Commission）に詳細な文書を伴わない概要を報告した。報告では、戦争に関連する死者数の他、出生数の減少や人口流出、感染症による死者などを考慮に入れた、戦争がなかった場合の推定人口にも言及している。同じ概要は1948年の連合国賠償委員会にも報告されたが、この時は戦争に関する死者数のみであった。ドイツが検証可能なデータを求めると、ユーゴスラビア連邦統計局は1964年に全国的な調査をまとめた。この調査結果によると、戦争に関連する死者数は597,323人とされた。調査結果は1989年に初めて公表され、それまでは秘密とされていた。
アメリカ合衆国国勢調査局が1954年に刊行した報告書によると、ユーゴスラビアの戦争に関する死者数は1,067,000人程度とされた。国勢調査局は、ユーゴスラビア政府が発表した170万人という死者数は終戦直後に出され、戦後の国勢調査などを経ずに算出された数字であり、過大なものとなっていると結論づけた。その後のヴラディミル・ジェリャヴィッチの推計では戦争に関する死者数は1,027,000人であり、パルティザン兵士の死者数が237,000人、クロアチア郷土防衛隊やウスタシャの兵士の死者数が209,000人であったとしている。市民の死者数は581,000人で、この中に57,000人のユダヤ人を含む。戦後ユーゴスラビアの構成地域ごとでは、ボスニア・ヘルツェゴビナが316,000人、セルビアが273,000人、クロアチアが271,000人、スロベニアが33,000人、モンテネグロが27,000人、マケドニアが17,000人、ユーゴスラビア国外が80,000人となっている。ボスニアに住むセルビア人・ボゴリュブ・コチョヴィッチの推計によると、戦争による死者数は1,014,000人とされた。サンフランシスコ州立大学名誉教授のヨゾ・トマシェヴィッチによると、コチョヴィッチやジェリャヴィッチの推計は「バイアスがかかっておらず、信頼出来るものとして受け入れられる」と評価している。
ユーゴスラビアで戦争による死者数が多かったのは以下のような理由による:
1. ユーゴスラビア戦線では、5つの主要軍事勢力（ドイツ、イタリア、ウスタシャ、パルティザン、チェトニク）が衝突した[78]
2. ドイツ軍はヒトラーの命令を受け、セルビア人を劣等人種とみなし、特に苛烈に抑圧した[78]。ドイツ軍政下のセルビアで発生したセルビア人虐殺のうち、最大規模のものにクラグイェヴァツの虐殺（英語版）などがある。
3. いずれの勢力も、敵性住民に対する計画的な抑圧策を実行した。全勢力が嫌悪に基づく銃殺を大規模に行った。終戦時にはウスタシャの協力者がブライブルクの虐殺によって大規模に殺害された[79]
4. 政治的、宗教的、あるいは人種的理由による体系的な住民殺害が行われた。もっとも多く犠牲になったのはウスタシャに殺害されたセルビア人と、チェトニクに殺害されたクロアチア人やムスリム人であった。ウスタシャによるセルビア人殺害はクロアチア独立国全土で行われ、特にバニヤ（英語版）、コルドゥン（英語版）、リカ、ボスニア北西部、ヘルツェゴヴィナ西部で激しく、その他にも多くの者がヤセノヴァツ強制収容所などの絶滅収容所で殺害された。チェトニクはボスニアやサンジャクでムスリム人を、ボスニアおよびヘルツェゴヴィナ、ダルマチア北部、リカ（英語版）でクロアチア人を殺害した。ユダヤ人はユーゴスラビア域内各地、あるいはドイツ、ノルウェー、ギリシャなどに設置された絶滅収容所に送られ、殺害された[80]。スロベニアに設置されたイタリア領・リュビアナ州（英語版）では、マリオ・ロアッタを首班とするイタリアの当局がスロベニア人の市民を弾圧し、スロベニア地域のイタリア化（英語版）のために多数を強制収容所に送った[81][82][83]。
5. 食料配給の減少によって飢餓や疫病が拡大した[84]
6. 連合国の空爆によるドイツ軍の兵站破壊でも市民に死傷者が発生した。最大の被害を受けたのはポドゴリツァ、レスコヴァツ、ザダル、ベオグラードであった[85]。
7. 335,000人の出生数減少と660,000人の国外流出は死者数に含まれない[85]

リュブリャナでは、リュブリャナ現代史研究所が、スロベニアにおける第二次世界大戦の正確な死者数を算出する包括的な研究に1995年より着手した。10年に及ぶ研究の後、2005年に最終報告書を公表した。報告書にはすべての死者の氏名が記され、その数は89,404人であった。また報告書では終戦直後のパルティザンによる即決処刑の死者も含まれ、その数は13,500人程度であった。研究結果は一般社会に驚きを持って迎えられる。研究結果による死者数は、それまでユーゴスラビア時代に考えられていた推計よりも3割以上多かったのである。1945年5月以前のみの死者数（つまり、終戦直後のパルティザンによる報復処刑を含まない戦中のみの死者数、その数およそ7万5千人）でさえも、従来の推計値（6万人程度）よりも大幅に大きいものであった。このような差異が発生した理由は次のように考えられる。この研究ではパルティザンに殺害された戦闘員（枢軸協力者や反共主義者の戦闘員）、非戦闘員（およそ4千人）の数も正確に数えている。加えて、新しい統計ではドイツ軍などによってナチス支配下のスロベニアから域外に連行され、戦闘中や収容所内で死亡した者の数も含めている。更に、戦前はイタリア領であったヴェネツィア・ジュリアに住みイタリア兵として死亡したスロベニア人、プレクムリェ地方に住みハンガリー兵として死亡したスロベニア人、イギリスやその他の連合国の部隊に加わって死亡したスロベニア人も含めている。ただし、戦後もイタリア領に留まった地域に住むスロベニア人、同様にオーストリア領（ケルンテン州）に住むスロベニア人、同様にハンガリー領に住むスロベニア人は、スロベニア・パルティザンの兵士を除いて統計には含まれていない。死亡者のうち47%はパルティザン兵士、33%は一般市民（うち82%は枢軸勢力やスロベニア郷土防衛隊に殺害された）、20%はスロベニア郷土防衛隊の兵士であった。
クロアチアでは、第二次世界大戦における戦中・戦後の被害者特定委員会が1991年に発足し、2002年まで活動を続けた。フラニョ・トゥジマンらによるクロアチア民主同盟の寡占政治が終結し、イヴィツァ・ラチャン政権が発足すると、委員会は成果をまとめられないまま活動を停止した。2000年代には、スロベニアとセルビアで、封印された集団墓地を調査するための委員会が発足し、集団墓地の発掘調査や記録を行う。